# Качурка Матсудайра
Качурка Матсудайра (лат. Hydrobates matsudairae) — вид морских птиц из семейства качурок.
Вид описан японским орнитологом Нагамити Куродой и назван им в честь другого японского орнитолога Ёринари Мацудайры.

## Описание
Длина тела 24—25 см; масса 62 г; размах крыльев 46—56 см. Крупная качурка с длинным вилообразным хвостом и длинными крыльями.
Гнездятся исключительно на принадлежащих Японии вулканических островах Кадзан в северо-западной части Тихого океана. Зимуют на Индийском океане.

## Охранный статус
МСОП присвоил таксону охранный статус «Уязвимые виды» (VU).